# Токсу
Уезд Токсу (уйг. توقسۇ ناھىيىسى‎) или уезд Синьхэ (кит. упр. 新和县, пиньинь Xīnhé xiàn) — уезд округа Аксу Синьцзян-Уйгурского автономного района КНР.

## История
Уезд Токсу был выделен из уезда Кучэ в 1930 году. В 1941 году китайское название уезда было изменено на «Синьхэ» (аббревиатура от «Синьцзян хэпин» — «Умиротворённый Синьцзян»).

## Административное деление
Уезд Синьхэ делится на 2 посёлка и 6 волостей.

## Транспорт
- Южно-Синьцзянская железная дорога

## Культура
Уйгурская деревня Цзяи славится производством музыкальных инструментов, включая тамбурин и дутар.